# Pterorthochaetes puncticollis
Pterorthochaetes puncticollis är en skalbaggsart som beskrevs av Sharp 1875. Pterorthochaetes puncticollis ingår i släktet Pterorthochaetes och familjen Hybosoridae. Inga underarter finns listade i Catalogue of Life.